# Uzovská Panica
Uzovská Panica (1927–1948 slowakisch „Uzovská Panita“ – bis 1927 „Panitová“; ungarisch Uzapanyit) ist eine Gemeinde in der Süd-Mitte der Slowakei mit 835 Einwohnern (Stand 31. Dezember 2024), die im Okres Rimavská Sobota, einem Kreis des Banskobystrický kraj, liegt und zur Landschaft Gemer gezählt wird.

## Geographie

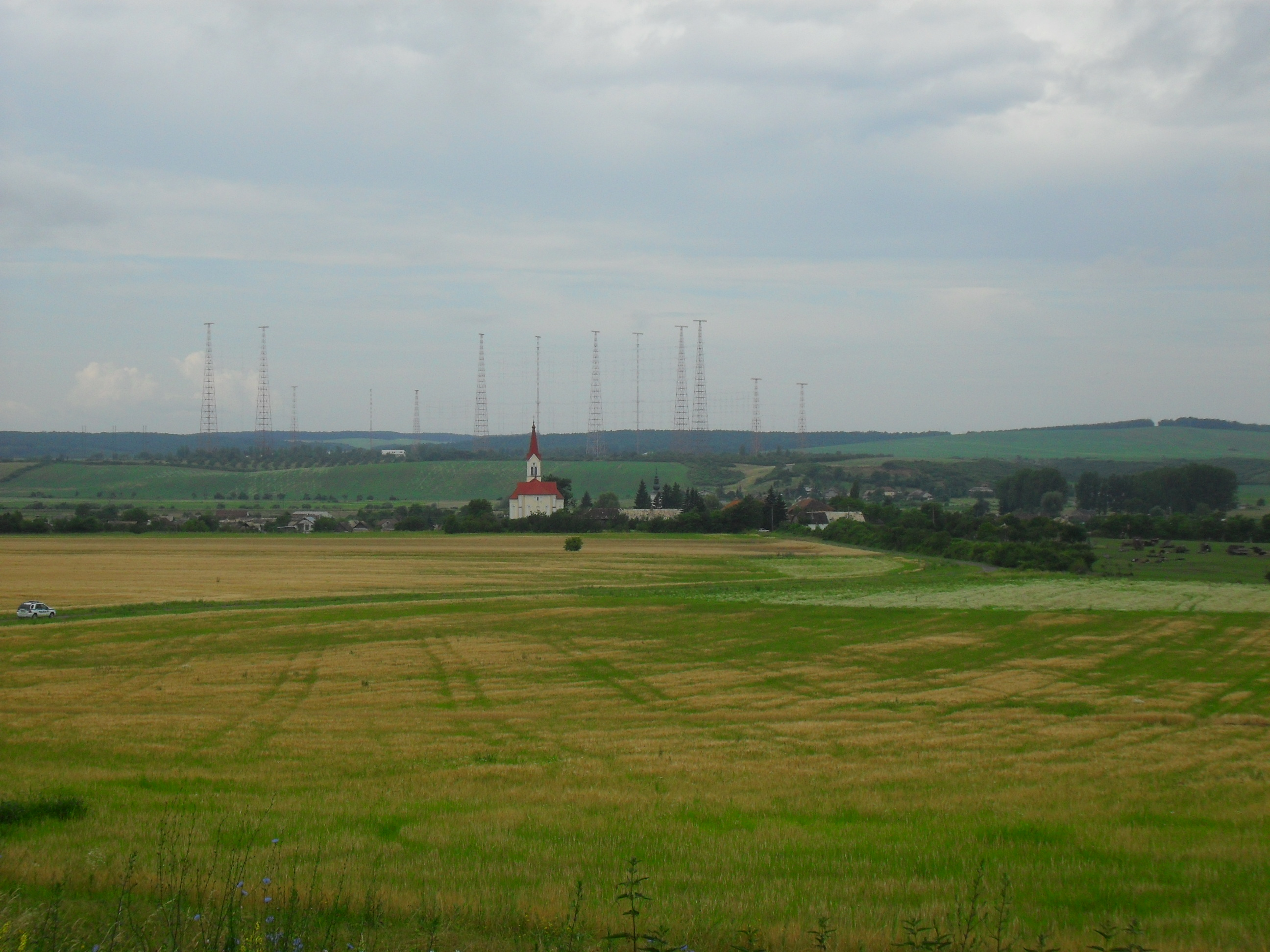
Blick auf den Ort und umliegende Landwirtschaft vom Friedhof aus, mit dem Sender Rimavská Sobota im Hintergrund

Die Gemeinde befindet sich im Nordteil des Talkessels Rimavská kotlina, einem Teil der größeren Einheit Juhoslovenská kotlina, im Tal des Flüsschens Blh. Das Gemeindegebiet ist überwiegend entwaldet, mit kleineren Resten des Zerreichenwalds im Osten. Nordwestlich des Hauptortes findet man Teiche. Das Ortszentrum liegt auf einer Höhe von 191 m n.m. und ist 12 Kilometer von Rimavská Sobota entfernt.
Zur Gemeinde gehört auch die westlich des Hauptortes gelegene Siedlung Semsúrov (ungarisch Szemszúrópuszta).
Nachbargemeinden sind Veľký Blh im Norden, Vyšné Valice im Nordosten, Gemerské Michalovce im Osten, Rakytník im Südosten, Tomášovce im Süden, Rimavská Sobota (genauer Stadtteil Bakta) im Südwesten und erneut Veľký Blh im Westen.

## Geschichte

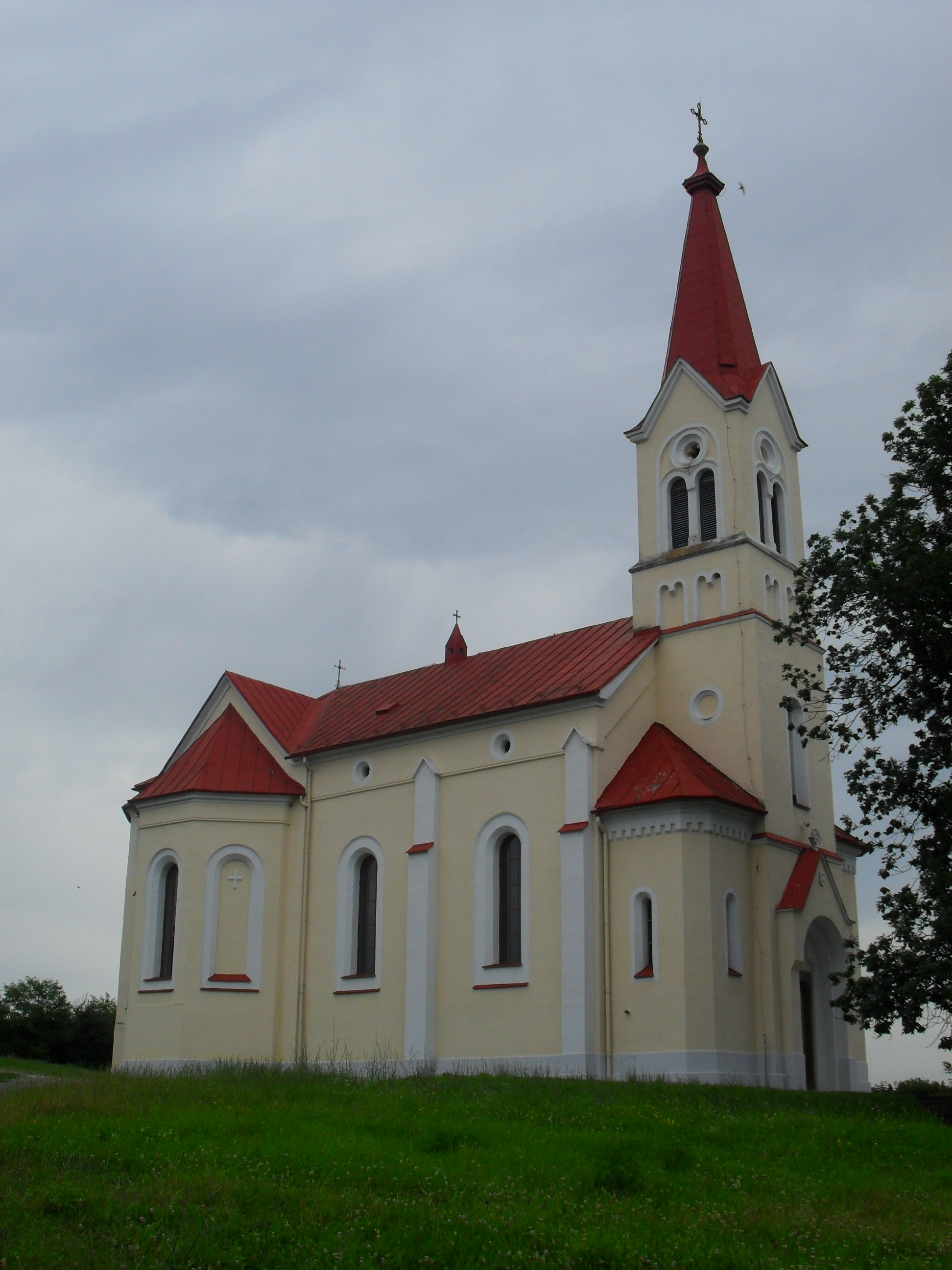
Römisch-katholische Kirche in Uzovská Panica

Der heutige Ort entstand wahrscheinlich im 12. Jahrhundert an der Stelle einer älteren Siedlung; im 13. Jahrhundert gehörte die Gegend zum Herrschaftsgebiet der Burg Blh. Die erste schriftliche Erwähnung stammt aus dem Jahr 1427 und zwar als Panith, damals war der Ort Besitz des Geschlechts Úsz. 1435 besaß die Familie Méhy Güter im Ort, danach wechselten bis zum 18. Jahrhundert verschiedene Gutsbesitzer. Während der Türkenkriege verfiel das Dorf, sodass 1720 nur noch 11 Bauern im Dorf wohnten. 1828 zählte man 82 Häuser und 646 Einwohner, 1837 bereits 739 Einwohner. Haupteinnahmequelle war und ist Landwirtschaft.
Bis 1918/1919 gehörte der im Komitat Gemer und Kleinhont liegende Ort zum Königreich Ungarn und kam danach zur Tschechoslowakei beziehungsweise heute Slowakei. Zwischen 1938 und 1944 lag er aufgrund des Ersten Wiener Schiedsspruches noch einmal in Ungarn.
Von 1964 bis 1990 war Nachbarort Rokytník (heute Rakytník) Teil der Gemeinde.

## Bevölkerung
| Jahr                | 1994 | 2004     | 2014    | 2024     |
| ------------------- | ---- | -------- | ------- | -------- |
| Anzahl der Personen | 599  | 694      | 750     | 835      |
| Unterschied         |      | +15,85 % | +8,06 % | +11,33 % |

| Jahr                | 2023 | 2024    |
| ------------------- | ---- | ------- |
| Anzahl der Personen | 826  | 835     |
| Unterschied         |      | +1,08 % |

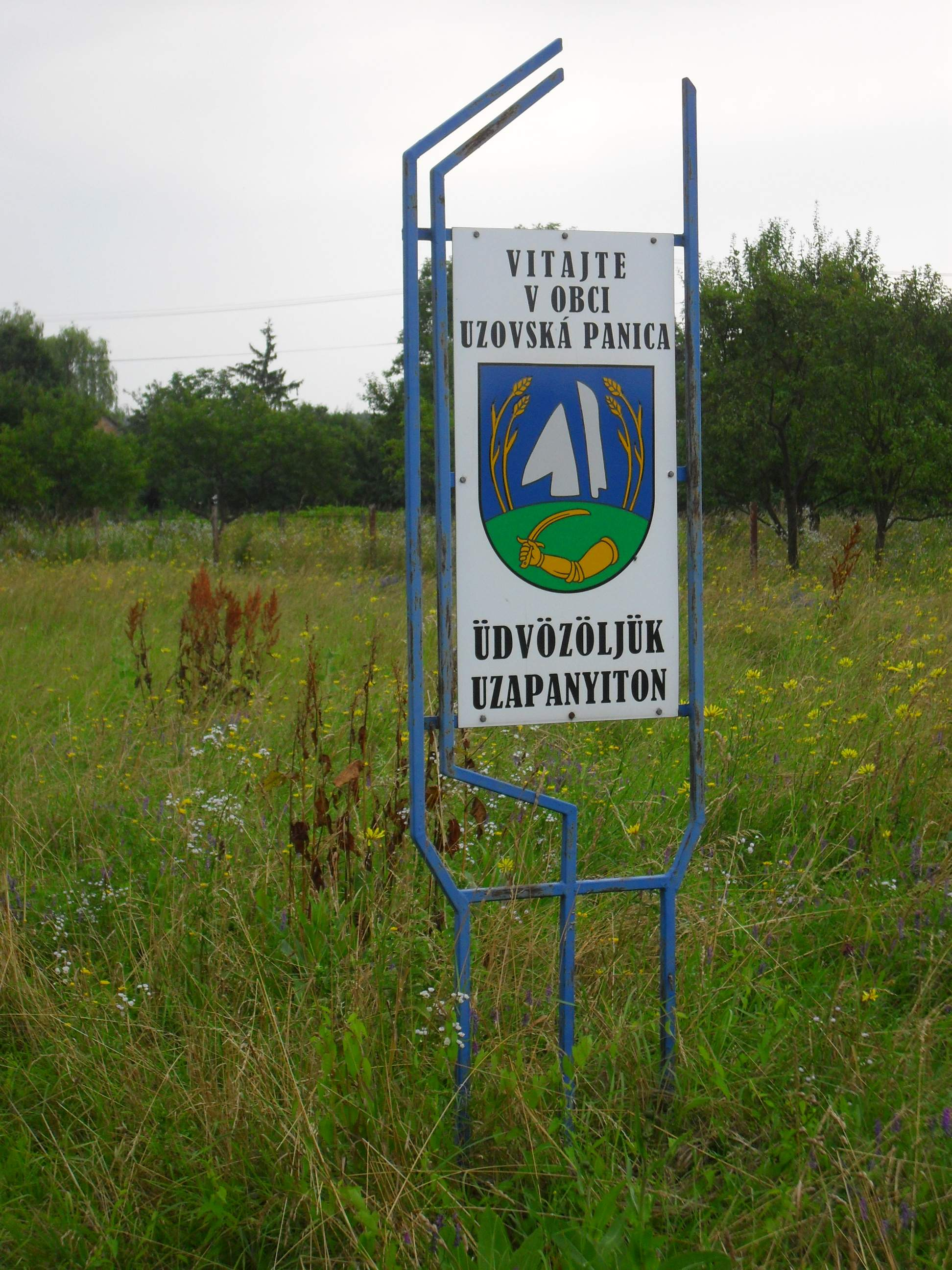
Zweisprachiges Willkommensschild mit dem Wappen

Gemäß der Volkszählung 2011 wohnten in Uzovská Panica 709 Einwohner, davon 332 Magyaren, 162 Roma, 146 Slowaken sowie jeweils 1 Deutscher und Tscheche. 5 Einwohner gaben eine andere Ethnie an und 62 Einwohner machten keine Angabe zur Ethnie.
505 Einwohner bekannten sich zur römisch-katholischen Kirche, 77 Einwohner zur reformierten Kirche, 11 Einwohner zur Evangelischen Kirche A. B., 5 Einwohner zu den Zeugen Jehovas sowie 1 Einwohner zur altkatholischen Kirche und zur griechisch-katholischen Kirche; 1 Einwohner bekannte sich zu einer anderen Konfession. 34 Einwohner waren konfessionslos und bei 74 Einwohnern wurde die Konfession nicht ermittelt.

## Bauwerke

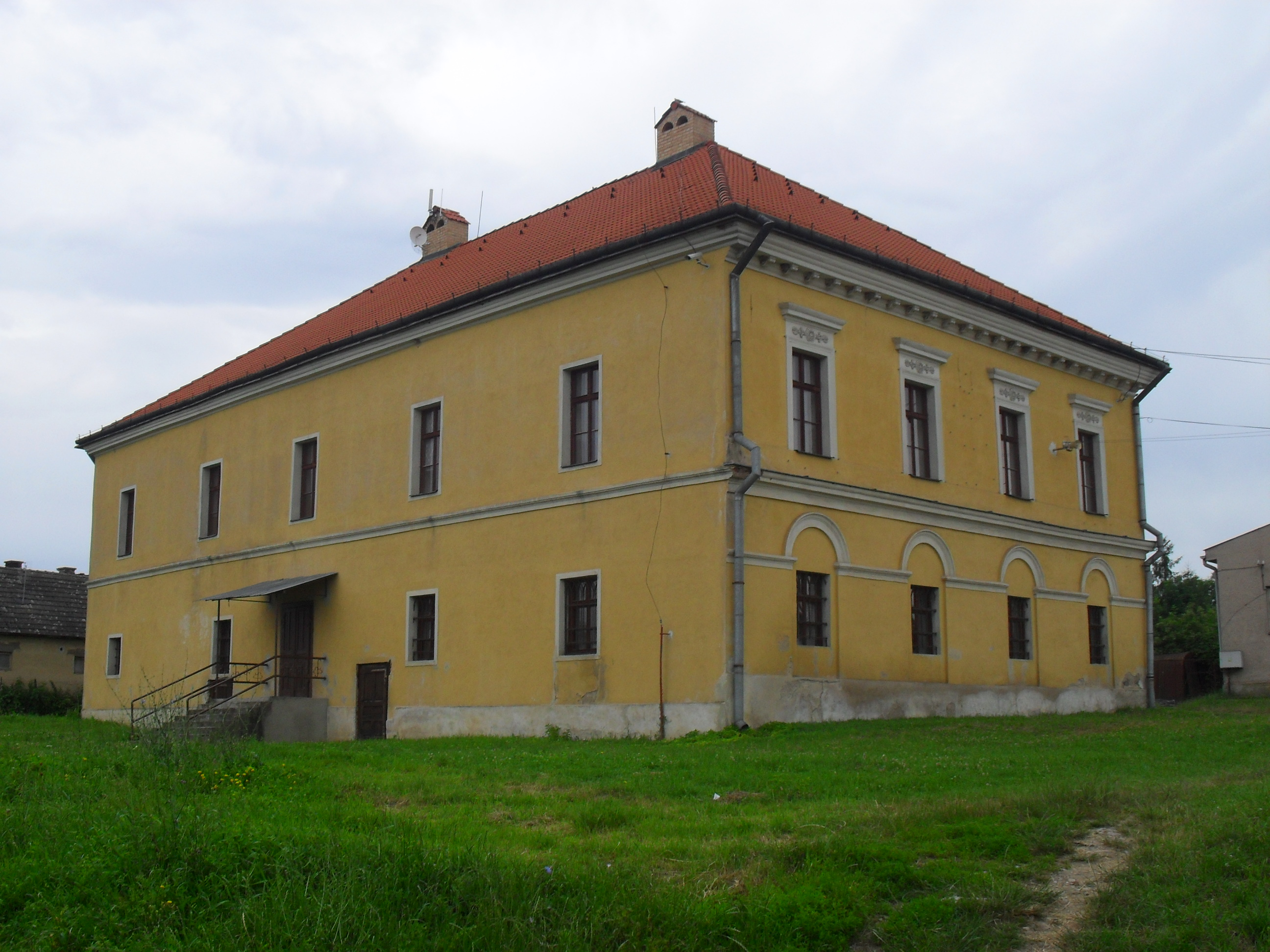
Landschloss

- reformierte Kirche im klassizistischen Stil aus dem Jahr 1850
- römisch-katholische Kirche im historisierenden Baustil aus dem Jahr 1872
- Landschloss und Speicher, beide im klassizistischen Stil aus der zweiten Hälfte des 19. Jahrhunderts
- Herrensitz im spätklassizistischen Stil aus der zweiten Hälfte des 19. Jahrhunderts

## Verkehr
Der Anschluss an die Straße 1. Ordnung 50 (E 58) ist fünf Kilometer entfernt (über Bakta oder Rakytník).
Der nächste Bahnhof ist Rimavská Sobota an der Bahnstrecke Jesenské–Tisovec.